# جريلين
الجريلين هو ببتيد مكون من 28 حمض أميني يقوم بتحفيز الجوع، ويُنتَج هذا الهرمون بشكلٍ رئيس من قبل خلية P/D1 في بطانة قاع المعدة من معدة الإنسان وخلية إبسيلون ومن البنكرياس. الجريلين جنبا إلى جنب مع أوبيستاتين ينتج من الانقسام من الجريلين / obestatin prepropeptide (المعروف أيضا باسم هرمون منظم للشهية أوإفراز هرمون النمو أو  الببتيد ذي الصلة بالموتيلين) التي هي بدورها المشفرة بواسطة جين GHRL.
تزداد مستويات هرمون الجريلين قبل وجبات الطعام وتقل بعد وجبات الطعام. فهو يعتبر النظير المضاد من هرمون اللبتين، الذي تنتجه الأنسجة الدهنية، الذي يمهد إلى الشعور بالشبع عندما يكون موجودا بمستويات عالية. في بعض حالات علاج البدانة (السمنة) يتم تقليل مستوى هرمون الجريلين في المعالجين، مما يسبب الشعور بالشبع قبل أن يحدث بشكل طبيعي.
الجريلين هو محفز قوي لإفراز هرمون النمو من الغدة النخامية الأمامية. مستقبلات الجريلين هو من مستقبلات البروتين G المقترن، والمعروف باسم مستقبلات إفراز هرمون النمو. الجريلين يرتبط مع البديل لهذه المستقبلات GHSR1a splice- التي هي موجودة بكثافة عالية في منطقة ما تحت المهاد، الغدة النخامية وكذلك العصب المبهم أجسام الخلايا الواردة والنهايات الواردة المبهم في جميع أنحاء القناة المعدية المعويةt.
ويؤدي الجريلين دورا هاما في التغذية العصبية بشكل خاص في الحصين، وضروري من أجل التكيف المعرفي مع البيئات المتغيرة وعملية التعلم  الجريلين وقد تبين تفعيله البطانية الإسوي من النيتريك أكسيد سينسيز في المسار الذي يعتمد على مختلف كيناز بما في ذلك AKT.

## التاريخ والتسمية
تم اكتشاف الجريلين بعد تحديد مستقبلات الجريلين (التي تسمى مستقبلات هرمون النمو من النوع 1A أو GHS-R) في عام 1996. أو كما ورد في تقرير ماساياسو كوجيما وزملاؤه في عام 1999. ويستند اسم الهرمون على دوره بوصفه الببتيد المطلق لهرمون النمو (Growth Hormone Release Inducing = Ghrelin)، مع الإشارة إلى جذر gʰre- البروتو هندو أوروبية، والذي يأتي بمعنى «النمو».

## التخليق والمتغيرات

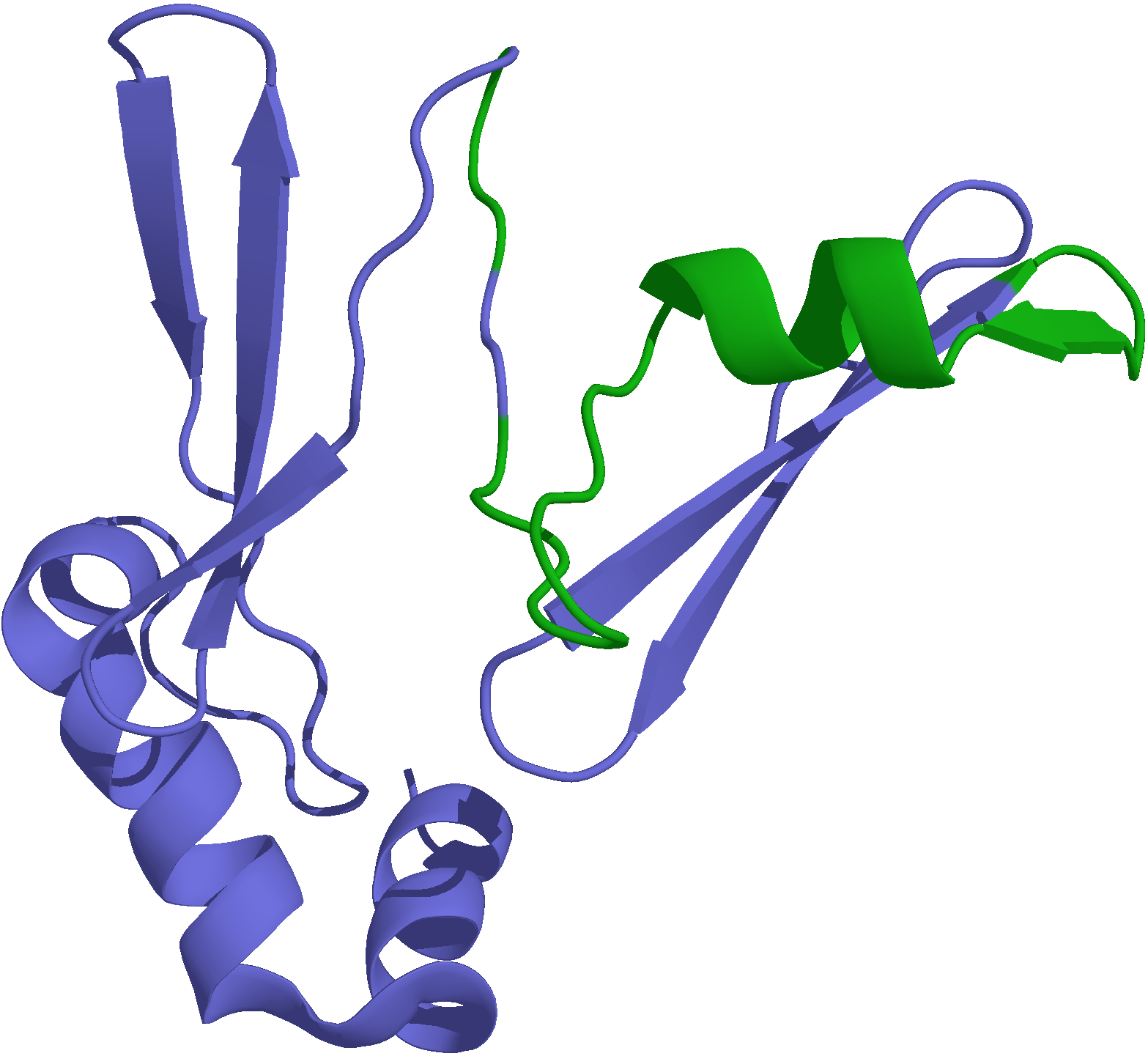
بريبروجريلين (الأخضر والأزرق) جريلين (الأخضر)

ينتج هرمون الجريلين رنا مرسل يحتوي على أربعة إكسونات. تنشأ خمس منتجات: الأول هو 117-أمينو بوغرويلين أسيد. (وهو متجانس مع البروموتيلين؛ كلاهما عضو في عائلة الموتيلين). وينشطر لإنتاج البرو جريلين والذي بدوره ينشطر لإنتاج 28-أمينو جريلين أسيد (لاأسيلي) و C-جريلين (أسيلي). يفترض أن ينشق الأوبيستاتين من C- جريلين.
يصبح الجريلين نشطًا فقط عندما يرتبط مع حمض الأوكتانويك بعد انتقاله بالسيرين في الموضع 3 بواسطة إنزيم ghrelin O-acyltransferase (GOAT). وهو موجود على غشاء خلية الجريلين في المعدة والبنكرياس. الشكل غير الأوكتانوي هو ديساسيل جريلين. وهو لا ينشط مستقبلات GHS-R ولكن له تأثيرات أخرى: قلبية، مضادة للجريلين، محفزة للشهية، ومثبطة لإنتاج الجلوكوز الكبدي. ولوحظت أيضًا سلاسل جانبية غير الأوكتانويل: يمكن أن تستهدف أيضًا مستقبلات الجريلين. على وجه الخصوص، تم العثور على ديكانويل جريلين لتشكل جزءًا كبيرًا من الجريلين المتداول في الفئران، ولكن اعتبارًا من عام 2011 لم يثبت وجوده في البشر.

## نظرية العمل
وقد برز جريلين كأول هرمون للجوع معرف في الدم. جريلين وجريلين الاصطناعي يشابهان ( هرمون النمو secretagogues)يؤديان لزيادة كمية المواد الغذائية وزيادة كتلة الدهون بواسطة فعل مبذولة على مستوى منطقة ما تحت المهاد. انها تنشط الخلايا في نواة مقوسة يتضمن مشه نيوروبيبتيدي الخلايا العصبية Y (NPY). جريلين التجاوب من هذه الخلايا العصبية على حد سواء حساسية اللبتين والأنسولين. أيضا جريلين ينشط mesolimbic الرابط كوليني-الدوبامين مكافأة، الدائرة التي يتصل بالجوانب المتعة ويعزز من المكافآت الطبيعية،: مثل المواد الغذائية، فضلا عن إدمان المخدرات،: مثل الإيثانول. في الواقع، هو المطلوب جريلين وسط إشارات لمكافأة من الكحول. والأطعمة مستساغة / ومجزية. هناك أدلة قوية على أن هرمون جريلين أيضا لديه الطرفية شهية تأثير تغييري على الشبع من خلال التأثير على mechanosensitivity من المعدة المبهم afferents، مما يجعلها أقل حساسية للانتفاخ الناتجة في أكثر من تناول الطعام.
أشارت تجربة حديثة شملت حقن الجريلين، أو تعديل إفرازه جينياً بالمقارنة مع الحالة الطبيعية أن الجريلين لم يؤد إلى زيادة الشهية بل أدّى إلى زيادة الوزن في أسباب ما زالت عرضة للفرضيات ولم تصل إلى الفعالية الحقيقية التي أدت به إلى ذلك.

## انظر ايضاً
- لبتين

## وصلات خارجية
- ghrelin في المكتبة الوطنية الأمريكية للطب نظام فهرسة المواضيع الطبية (MeSH).

- Bown R (3 سبتمبر 2006). "Ghrelin". Pathophysiology of the Endocrine System. جامعة ولاية كولورادو. مؤرشف من الأصل في 2020-04-10. اطلع عليه بتاريخ 2008-09-18.
- Burstain T (1 يناير 2005). "Balancing Your Hunger Hormones". Web site reviewing role of ghrelin and leptin in obesity. Infinity Medical Systems, Inc. مؤرشف من الأصل في 2017-09-12. اطلع عليه بتاريخ 2008-09-18.
- Dickson SL (1 يناير 2002). "Chapter 15. Ghrelin: A newly discovered hormone". British Society for Neuroendocrinology. مؤرشف من الأصل في 2020-04-10. اطلع عليه بتاريخ 2008-09-18.
- Nixon R (14 يوليو 2008). "Feeling hungry can make you happy". Mental health. MSNBC.com. مؤرشف من الأصل في 2020-04-10. اطلع عليه بتاريخ 2008-09-18.
- Shea C (10 ديسمبر 2006). "Empty-Stomach Intelligence". New York Times. مؤرشف من الأصل في 2020-04-10. اطلع عليه بتاريخ 2008-09-18.
- Tomasetto C (1 مارس 2001). "Ghrelin/MTLRP  (motilin-related peptide)". Atlas of Genetics and Cytogenetics in Oncology and Haematology. مؤرشف من الأصل في 2006-03-02. اطلع عليه بتاريخ 2008-09-18.

قالب:Neuropeptidergics
قالب:Orexigenics